# ГЕС Шолаяр I
ГЕС Шолаяр I — гідроелектростанція на півдні Індії у штаті Тамілнад, яка використовує ресурс із річки Шолаяр, лівого витоку Чалакуді (дренує західний схил Західних Гатів та приєднується праворуч до Періяр неподалік від впадіння останньої у Лаккадівське море дещо північніше Кочі).
Для роботи ГЕС використовує ресурс зі сховища, створеного Верхньою Шолаярською греблею. Ця комбінована земляна та мурована споруда має висоту 105 метрів і довжину 1244 метри, в тому числі 345 метрів припадає на муровану ділянку. Вона потребувала 2,8 млн м3 матеріалу і утримує водойму з об'ємом 151 млн м3 (за іншими даними — 130 млн м3). Зі сховища здійснюється деривація до розташованого за 4 км північніше машинного залу, розміщеного в сточищі річки Parambikulam — центрального витоку Чалакуді. Ресурс спершу прямує через тунель, котрий на завершальному етапі переходить у два напірні водоводи довжиною по 0,8 км зі спадаючим діаметром від 2 до 1,6 метра.
Машинний зал обладнали двома турбінами типу Френсіс потужністю 35 МВт, які при напорі від 377 до 420 метрів (номінальний напір 379 метрів) забезпечують виробництво 187 млн кВт-год електроенергії на рік.
Відпрацьований ресурс потрапляє до Parambikulam через протоку, що прямує від бічної дамби Верхнього Шолаярського водосховища. При цьому можливо відзначити, що з того ж сховища живиться ГЕС Шолаяр II, яка належить до каскаду на самій річці Шолаяр. Крім того, Шолаярська гребля виконує функцію регулювання стоку з метою іригації.